# Our Man Bashir
"Our Man Bashir" és el desè episodi de la quarta temporada de la sèrie de televisió de ciència-ficció estatunidenca Star Trek: Deep Space Nine, el 82è de tota la sèrie. Originalment es van emetre en redifusió a partir del 27 de novembre de 1995. Dirigit per Winrich Kolbe, la història va sorgir d'una proposta del coordinador adjunt de guions Robert Gillan i va ser convertida en guió pel productor Ronald D. Moore. Tant la perruqueria de l'episodi com la banda sonora de Jay Chattaway van ser nominades posteriorment als Premis Emmy. La trama de l'episodi implica la combinació de dos recursos argumentals molt utilitzats de Star Trek: un accident de transportador i un mal funcionament de l’holocoberta.
Ambientada al segle XXIV, la sèrie segueix les aventures a Espai Profund 9, una estació espacial situada prop d'un forat de cuc estable entre els Quadrants Alfa i Gamma de la Via Làctia, prop del planeta Bajor, mentre els bajorans es recuperen d'una brutal ocupació de dècades pels imperialistes cardassians. El Quadrant Gamma acull un imperi hostil conegut com el Domini, governat pels Fundadors que canvien de forma. En aquest episodi, el Dr. Julian Bashir (Alexander Siddig) interpreta un agent secret dels anys 60 en un joc d'holosuite, acompanyat pel seu amic Garak (Andrew Robinson), que ell mateix és un exespia. Després d'un accident de transportador, les semblances físiques de diversos membres de la tripulació s'emmagatzemen temporalment com a personatges a la memòria de l'holosuite; Bashir i Garak han d'evitar que cap d'ells mori al joc o, si no, es perdran al món real.
L'equip de producció havia evitat deliberadament els episodis centrats en avaries de la holocoberta, ja que consideraven que s'havien utilitzat en excés a Star Trek: La nova generació. Tanmateix, Gillan va plantejar les circumstàncies que van causar el problema vist a l'episodi i Moore va proposar l'ambientació dels anys 60. Tot i que l'episodi pren el títol de Our Man Flint, una de les principals inspiracions per a la història van ser les pel·lícules de James Bond. Aquesta influència òbvia va fer que Metro-Goldwyn-Mayer es queixés a l'estudi, i les referències posteriors al joc holosuite de Bashir a l'episodi "A Simple Investigation" es van suavitzar. "Our Man Bashir" va rebre una qualifació Nielsen del 6,8 per cent, i tot i que l'episodi va ser majoritàriament elogiat pels crítics, amb especial atenció a l'actuació d'Avery Brooks, hi va haver algunes crítiques a la representació de les dones.

## Argument
El Dr. Julian Bashir està jugant a un joc holosuite en què interpreta un glamurós agent secret del 1964. El seu amic Elim Garak, un exespia, l'acompanya. Mentrestant, els altres oficials d’Espai Profund 9 són rescatats de l'explosió d'un runabout pel comandant Michael Eddington, qui els teleporta just a temps. El transportador resulta danyat per l'explosió i Eddington ha d'emmagatzemar els seus patrons a la memòria de l'ordinador de l'estació. Els seus patrons físics acaben a l'ordinador que controla l'holosuite, apareixent com a personatges a la simulació de Bashir. Eddington informa a Bashir que no pot tancar el programa ni deixar que els personatges morin, o si no, els patrons dels membres de la tripulació podrien ser eliminats. Per empitjorar les coses, els sistemes de seguretat de l'holosuite estan desactivats, cosa que significa que Bashir i Garak podrien ser ferits o assassinats pel joc.
Al joc, una espia russa, Anastasia Komananov, apareix amb la semblança de la Major Kira. Komananov explica que un científic boig, el Dr. Noah, està segrestant científics d'elit; les ordres de Bashir són rescatar la professora Honey Bare (Jadzia Dax). Després d'escapar de l'assassí Falcon (Miles O'Brien), Bashir, Garak i Komananov van a un casino per parlar amb l'associat de Noah, Duchamps (Worf). Després d'una partida de bacarà, Duchamps droga el trio, deixant-los inconscients.
Es desperten al cau del Dr. Noah a l'Everest. Noah (Capità Sisko) explica el seu pla per inundar la resta del món, eliminant la raça humana excepte els seus científics segrestats. Té Bashir i Garak emmanillats a un làser subterrani que inundarà la cambra amb lava en cinc minuts. A mesura que el temps s'acaba, Bashir flirteja amb la professora Bare, i ella li dóna una clau. Bashir s'allibera a si mateix i a Garak, que protesta que continuar la simulació és massa perillós. Garak està a punt de tancar el programa, cosa que podria matar els altres membres de la tripulació, quan Bashir li dispara, fregant-lo amb una bala. Garak queda sorprès, però impressionat, i accepta continuar.
Irrompen al despatx de Noah, i Eddington els diu que intentarà rescatar Sisko i els altres en dos minuts. Per guanyar temps, Bashir prem el botó per activar el pla de Noah, inundant la Terra. Com que no esperava "guanyar" realment, el sorprès Dr. Noah encara està a punt de disparar a Bashir, però abans que pugui prémer el gallet, Eddington teletransporta els patrons de la tripulació des de l'holosuite. Bashir i Garak acaben el programa amb alleujament, Garak comenta que Bashir "va salvar el dia destruint el món".

## Actors convidats
- Andrew J. Robinson - Garak
- Kenneth Marshall - Michael Eddington
- Max Grodénchik - Rom
- Melissa Young - Caprice
- Marci Brickhouse - Mona Luvsitt

## Producció

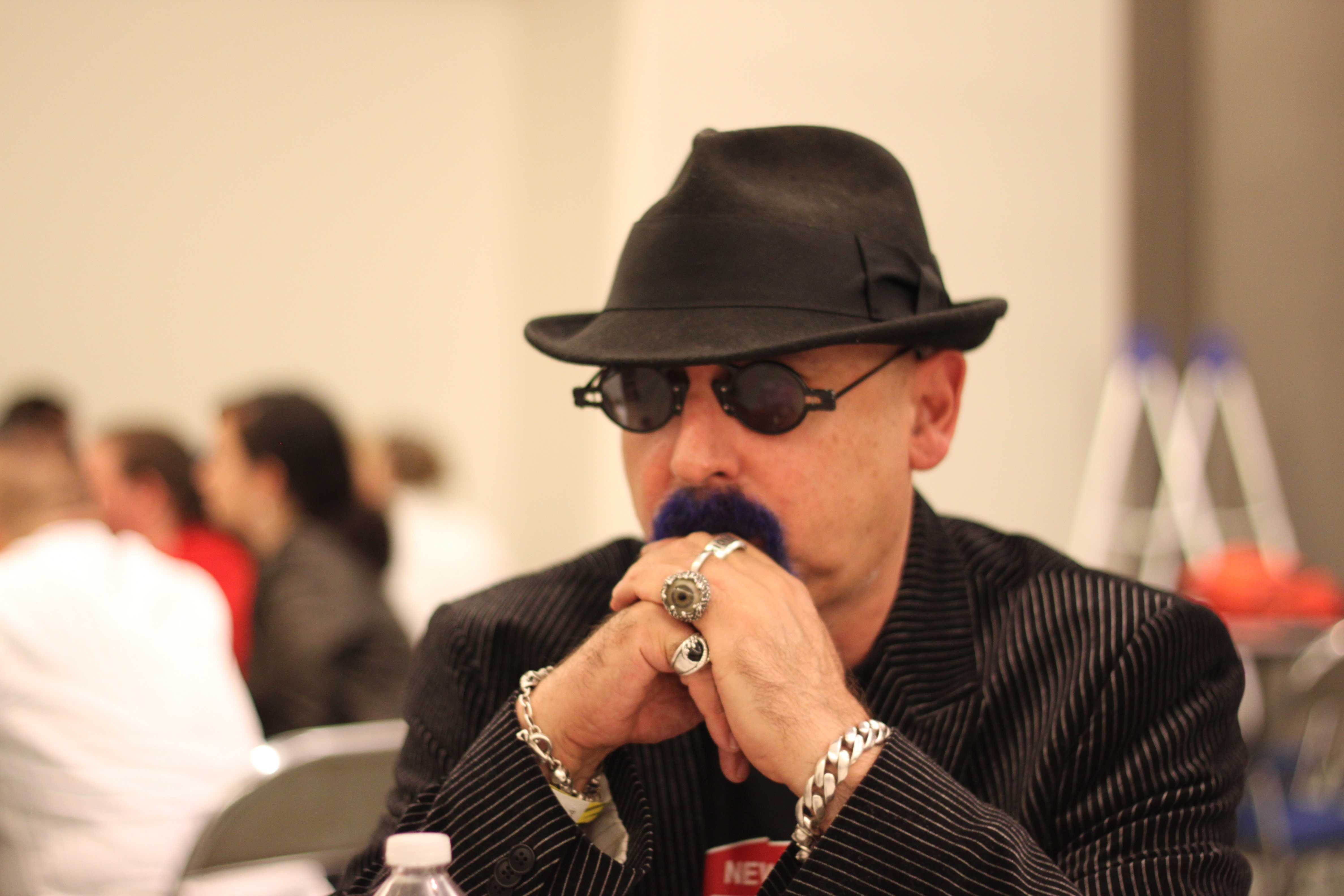
El productor Ira Steven Behr volia un episodi d'holocoberta per a Deep Space Nine que fos diferent de qualsevol vist a La nova generació.

L'editor d'històries René Echevarria estava disposat a no mostrar una història d'holocoberta danyada, ja que considerava que s'havia exagerat a Star Trek: La nova generació. A la fulla informativa enviada als escriptors independents s'especificava que Deep Space Nine no acceptava històries que impliquessin holocobertes funcionant malament. El productor Ira Steven Behr va explicar que la sèrie havia estat buscant una història d'holocoberta única que fos específicament per a Deep Space Nine en lloc de les històries de detectius de Sherlock Holmes i Dixon Hill vistes a La nova generació. Tot i que les aventures de Bashir i O'Brien a les holosuites a la batalla d'Anglaterra i la Batalla de Clontarf s'han esmentat en episodis, eren simplement massa cares per ser mostrades a la pantalla de manera efectiva. Però Behr va considerar que la història de "Our Man Bashir" estava dins del pressupost de la sèrie.
La història va ser inicialment proposada a Echevarria per Robert Gillan, que formava part de l'equip de "Deep Space Nine" com a coordinador adjunt de guions. Echevarria va quedar immediatament convençut i li va parlar de la història a Behr, que era igualment entusiasta. A la proposta original de Gillan, no hi havia un escenari específic clarament establert, però Behr i Echevarria estaven convençuts de la idea que res no anava malament amb les holosuites; simplement era on l'ordinador va decidir emmagatzemar la informació després d'un accident de transportador. El productor Ronald D. Moore va proposar l'escenari dels anys 60, ja que va considerar que era apropiat, ja que Garak era un espia de l'Orde d'Obsidiana Cardassiana. Va escriure la trama televisiva i la va basar en diverses fonts, com ara James Bond, Flint, agent secret, The Man from U.N.C.L.E. i The Wild Wild West. Més tard va explicar que "els estimava tots de petit. Tenien un cert estil. M'encantava escriure aquell episodi".

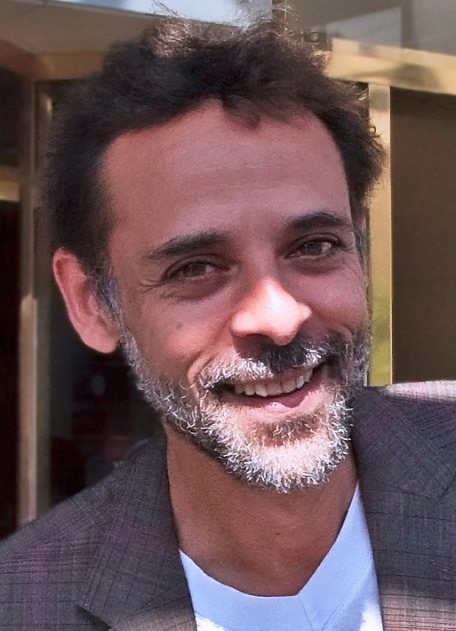
Julian Bashir, interpretat per Alexander Siddig, va ser el personatge central d'aquest episodi.

Alguns dels elements van ser suggerits per altres membres del personal, amb Robert Wolfe nomenant la coronel Anastasia Komananov i Behr canviant Suzie Luvsitt per Mona Luvsitt. Metro-Goldwyn-Mayer més tard no va quedar satisfeta amb l'enfocament a l'estil de James Bond, i quan el programa d'espionatge de Bashir va aparèixer a l'episodi posterior "A Simple Investigation", les referències eren més genèriques. Dennis Madalone va aconseguir estalviar temps durant la producció, ja que una de les preses mostrava que Bashir veia Falcon apropant-se'l per darrere veient el seu reflex en una ampolla de xampany. Després que ja s'hagués programat un temps per intentar la presa, Madalone va explicar al director que podia agafar la seqüència filmada i manipular-la digitalment sobre l'ampolla. Madalone també va ser el responsable de disparar un tap d'una ampolla al cap de Colm Meaney des de fora de la pantalla per fer que semblés que Bashir ho havia fet, i ho va aconseguir a la primera presa.
"Our Man Bashir" va ser el rodatge més llarg de qualsevol episodi de "Deep Space Nine", amb nou dies de rodatge en lloc dels set habituals. L'episodi va requerir molta feina d'acrobàcies i equipament especial, com ara acrobàcies que passaven per vidre trempat en lloc de vidre de sucre a causa del millor efecte de trencament del vidre. També es van utilitzar molts decorats nous, i cadascun va trigar més a configurar la càmera i la il·luminació, ja que l'equip no hi estava tan familiaritzat com amb els decorats fixos. El teló de fons utilitzat per al Mont Everest es va llogar, però l'equip es va adonar que no tenia neu, així que van haver de modificar-lo i després retornar-lo a la condició original. La majoria de les tecnologies d'estil dels anys seixanta, com ara la base del Dr. Noah, es van construir a mida a casa i, on les peces es movien, generalment s'operaven manualment fora de la pantalla. El director d'art Herman Zimmerman va dir que "Tot el que es podia operar manualment ho era, perquè el cervell encara és més intel·ligent que la majoria dels ordinadors i encara es poden fer algunes coses més ràpid a mà".

## Recepció
"Our Man Bashir" es va emetre per primera vegada el 27 de novembre de 1995 en redifusió. Va rebre qualificacions Nielsen del 6,8%, cosa que la va situar en vuitè lloc en la seva franja horària i inferior a l'episodi emès la setmana anterior, "The Sword of Kahless", que va obtenir una qualificació del 6,9%. "Our Man Bashir" va ser l'últim episodi nou de Deep Space Nine que es va emetre el 1995, amb repeticions fins que "Homefront" es va emetre l'1 de gener de 1996, amb qualificacions del 6,8%.
Zack Handlen de The A.V. Club va comparar "Our Man Bashir" amb "Little Green Men" del començamenat de temporada, dient que aquest episodi tenia "millor ritme". Una altra comparació feta va ser amb "Recerques en el buit" de La nova generació, dient que "en comptes de [Reginald] Barclay utilitzar l’holocoberta per representar les seves fantasies amb gent amb qui no pot suportar tractar a la vida real, Bashir es veu obligat a mantenir el seu món inventat si vol salvar la vida dels seus amics".Handlen també va elogiar la relació entre Bashir i Garak a l'episodi, i va dir que "Our Man Bashir" demostra la seva caracterització. A la crítica de Michelle Erica Green per a TrekNation, va criticar el paper de les dones a l'episodi, dient que els va anar millor a les pel·lícules de James Bond. També va pensar que treure l'element fora de personatge de l'episodi repetia elements vistos en diversos episodis durant la temporada anterior, però va elogiar l'actuació per part d'Avery Brooks i que Garak havia "nascut per interpretar un company de Bond".
Keith DeCandido, escrivint per a Tor.com, va dir que era obvi que els actors van gaudir dels seus nous papers en aquest episodi i va dir de l'episodi: "Mare meva, que divertit". En particular, va elogiar tant Avery Brooks com Nana Visitor pels seus papers a l'estil Bond, dient que Brooks va fer una vilà a l'alçada dels interpretats per Donald Pleasence, Christopher Lee i Javier Bardem. DeCandido va donar a "Our Man Bashir" una puntuació de nou sobre deu. En una llista dels 100 millors episodis de la franquícia Star Trek, "Our Man Bashir" va ser col·locat en el lloc 77 per Charlie Jane Anders a io9. Va assenyalar que era un dels episodis més esbojarrats de "Deep Space Nine".
El 2012, Den of Geek va classificar aquest com el setè millor episodi de Star Trek: Deep Space Nine.
Una guia de marató de sèries per a Star Trek: Deep Space Nine de Wired del 2015 recomanava no saltar-se aquest episodi essencial.
El 2016, Empire va classificar aquest com el 23è millor dels 50 millors episodis de tots els més de 700 episodis de televisió de Star Trek.
El 2016, The Hollywood Reporter va classificar "Our Man Bashir" com el 87è millor episodi de tots els episodis de Star Trek.
El 2020, Io9 va dir que aquest era un dels episodis "imprescindibles" de la sèrie.

### Premis
L'episodi va ser nominat a dos Premis Emmy, en les categories "Composició musical destacada per a una sèrie" (per la banda sonora de Jay Chattaway) i "Perruqueria destacada per a una sèrie".

## Llançament en mitjans domèstics
El primer llançament de premsa domèstic de "Our Man Bashir" va ser com a vídeocasset VHS de dos episodis juntament amb "The Sword of Kahless" al Regne Unit el 13 de juny de 1996, seguit als Estats Units i Canadà per un llançament d'un sol episodi el 3 d'octubre de 2000. Més tard es va publicar en DVD com a part de la quarta temporada el 5 d'agost de 2003..